# Emanatismo
El emanatismo (del (latín: emanatio), emanantismo o emanacionismo (del castellano: emanación) es la doctrina según la cual el mundo entero, incluso el alma de cada ser humano, proviene por emanación o flujo de la totalidad divina o Uno primordial, mediata o inmediatamente. No es sinónimo de creacionismo, pues no hace referencia al comienzo temporal o ex nihilo del mundo, ni se trata de una noción teológica o religiosa (aunque a veces ha sido asociada a la noción de creación), sino filosófica.

## Características
El emanatismo es una doctrina de la filosofía neoplatónica, atribuida principalmente a Proclo y Plotino, y a sus numerosos seguidores: de los cuales Avicena fue un gran ímpetu en el mundo de la filosofía árabe. En el mundo cristiano, muchos autores fueron cercanos a esta doctrina, como el Pseudo Dionisio y San Agustín.
La diferencia entre el Uno, Dios u Origen con sus consecuencias se encuentra en su desarrollo y, en el caso de los hombres, por la falta de pureza de estos.

## ¿Panteísmo?
Muller y Halder en su Diccionario de Filosofía afirman que el emanantismo es una forma especial de explicación panteísta o panenteísta en donde el mundo procede por emanación o flujo de la substancia divina en grados descendentes. Sin embargo estos autores no diferencian la visión gnóstica de la emanación del planteamiento que hace Plotino, diferencia que plantea Arthur Armstrong en un artículo escrito en 1965 en la Enciclopedia Británica donde establece una diferencia entre la imaginación desbordada de los gnósticos y el planteamiento de Plotino, que es elaborado desde la razón.

## Emanatismo y concepciones filosóficas y religiosas
Entre las teologías religiosas, La Cábala judía descansa en la idea de que hay una emanación jerárquica descendente y sucesiva de entidades espirituales intermedias entre la cúspide divina y el mundo material.

## Emanación vs. creación
Se diferencia de la creación pues en ésta Dios es creador del universo, pero las criaturas no somos de su misma naturaleza. En la emanación, en cambio, somos co-partícipes del mismo origen que el mismo Dios, sin un abrupto abismo entre el origen y lo originado. En consecuencia, en la doctrinas creacionistas se establece una mayor diferencia entre la criatura y la divinidad.
Además, en las doctrinas emanacionistas el acento no se pone en la voluntad de Dios sino en que, puesto que somos partes descendientes de Él, nuestra condición es derivada, pero no querida. Además, el todo y la parte pueden en cierto modo intercambiarse pues somos algo como pequeños microcosmos infinitos, y en esto puede considerarse que no somos idénticos al mismo Uno (o Dios) únicamente por nuestro inferior desarrollo espiritual. Si este desarrollo aumentara (por reencarnaciones sucesivas, por ejemplo, para los gnósticos), seríamos iguales a la unidad final, Uno primordial o Dios.
En la idea de creación judeocristiana está presente el concepto de voluntad. Así, Dios es un Dios paternal y bondadoso preocupado de la suerte corrida por el hombre luego de la creación.[cita requerida] Así, el hombre es su obra y por tanto cuanto ocurra con él no sólo le importa a Dios sino que Él permanece en cierta forma velando por su creación, la cual gobierna por medio su providencia divina.

## Literatura de ficción
En obras de literatura de ficción contemporánea se encuentra el emanatismo como concepción, como en Star Wars y otros. En muchos cómics en que se dibujan enfrentamientos entre seres con poderes sobrenaturales subyace esta visión, como también el maniqueísmo.